# كوامي بيليه فريمبورغ
كوامي بيليه فريمبورغ (بالإنجليزية: Kwame Pele Frimpong)‏ هو لاعب كرة قدم غاني في مركز الهجوم، ولد في 24 سبتمبر 1983 في كيب كوست في غانا. شارك مع منتخب غانا تحت 17 سنة لكرة القدم. أما مع النوادي، فقد لعب مع نادي إيغاليو لكرة القدم.

## وصلات خارجية
- كوامي بيليه فريمبورغ على موقع الاتحاد الدولي (مؤرشف)  (الإنجليزية)